# Scopula niobe
Scopula niobe là một loài bướm đêm trong họ Geometridae.